# Ahmed Sénoussi
Ahmed Sénoussi (* 22. Januar 1946) ist ein ehemaliger tschadischer Leichtathlet.

## Leben
Ahmed Sénoussi errang bei den Afrikaspielen 1965 in Brazzaville eine Bronzemedaille im Hochsprung.
Später nahm er an den Olympischen Sommerspielen 1968 in Mexiko und den Sommerspielen 1972 teil. 1972 war er Fahnenträger der Delegation des Tschad.